# Moldaviska SSR
Moldaviska socialistiska sovjetrepubliken, förkortat Moldaviska SSR, var åren 1940–1991 en av 15 rådsrepubliker i Sovjetunionen.

## Historik
Moldaviska SSR låg mellan Rumänien och Ukraina och omfattade ett område som bestod av delar av Bessarabien och Moldova. I enlighet med Molotov-Ribbentroppaktens hemliga tilläggsprotokoll (1939) tillföll Bessarabien Sovjet och den 2 augusti 1940 ockuperades Moldavien av sovjetiska styrkor, Av dessa områden skapades den socialistiska sovjetrepubliken Moldavien.  Efter Sovjetunionens fall blev Moldaviska SSR 1991 den självständiga Republiken Moldavien.

## Demografi
Befolkningen bestod 1989 av cirka 64,5 % moldavier, 13,8 % ukrainare, 13 % ryssar, 3,5 % gagauzer, 2 % bulgarer och 1,5 % judar. Större delen av stadsbefolkningen utgjordes av ryssar (72 % i de tio största städerna), medan moldavier utgjorde 80 % av befolkningen på landsbygden.

## Näringsliv
Moldaviska SSR var ett utpräglat jordbruksland med vin-, majs-, vete-, solros-, tobaks-, sockerbets- och fruktträdsodling samt livsmedelsindustri.